# Аконітин
Аконіти́н — органічна сполука, надзвичайно токсичний алкалоїд рослин роду аконіт, нейротоксин.

Близький йому за властивостями алкалоїд зонгорін C22H31NO3 володіє подібними властивостями, але має меншу токсичність.
Рослинна отрута небілкової природи містяться в різних видах аконіту (Aconitum), у всіх його частинах, особливо в листі і коренях.
Хімічна молекулярна формула — C34H47NO11. Молярна маса — 645,72 г·моль−1.
На зовнішній вигляд тонкі, білі кристали, розчинні у хлороформі, бензолі, слабо в спирті й ефірі, дуже слабо у воді (226 мг / л при 22 С).
Судомно-паралітична дія зумовлена стійким підвищенням натрієвої проникності збудливих (нервових і м'язових) мембран і їх деполяризації внаслідок цього.